# الوجه ذو الندبة (فلم 1983)
الوجه ذو الندبة (بالإنجليزية: Scarface) افضل فيلم أمريكي أُنتج في 1983، أخرجه براين دي بالما، وكتبه أوليفر ستون، وقام ببطولته آل باتشينو في دور طوني مونتانا وميشيل فايفر يتكلم الفيلم عن اللاجئ الكوبي ومهرب الكوكايين الخيالي. الفيلم مبني بتصرف كبير على سيرة آل كابوني المتخيلة في الفيلم بنفس الاسم الذي صدر في 1932 من بطولة بول ميوني. ويعرض الفيلم كيف بدأ طوني مونتانا آل باتشينو مسيرته من كوبي مهرب إلى الولايات المتحدة إلى أحد أكبر بائعي المخدرات في الولايات المتحدة. والفيلم مصنف بالمربتة  106 فيلم بالتاريخ بتقييم 4.2 حسب الموقع الشهير IMDb. وترشح الفيلم لثلاث جوائز غولدن غلوب ، أفضل ممثل في فيلم -دراما لآل باتشينو، أفضل ممثل في دور مساعد لستيفن باور، وأفضل نتيجة اصلية لجورجيو مورودر.

## القصة
في عام 1980، يصل اللاجئ الكوبي والمدان السابق توني مونتانا إلى ميامي، فلوريدا، «كجزء من هجرة ماريل الجماعه»، حيث يتم إرساله إلى مخيم للاجئين مع أصدقائه، ماني راي، أنجيل وتشي تشي. يتم الإفراج عن الأربعة وحصلوا على بطاقات خضراء مقابل قتلهم لجنرال كوبي سابق بناء على طلب أحد أباطرة المخدرات في ميامي فرانك لوبيز. يتم توظيفهم في أحد المطاعم الصغيرة. لكن توني يشعر بالاشمئزاز ويقول إن هذا ليس قدره وأنه مخصص لأشياء أكبر.
يقابلون عمر سوايرز، الرجل الأيمن لفرانك، ويتفق مع الأربعة لأرسالهم لشراء الكوكايين من تجار كولومبيين كنوع من الاختبار لهم، لكن الصفقة تسوء. يُقتل صديق توني «أنجل» بالمنشار أمام عينيه، يشك ماني وتشي تشي الذي كانوا في انتظار توني وصديقه في السيارة بسبب انتظارهم الطويل، يذهبان لاستطلاع الأمر، يقتحمون الشقة ويرون ماحدث ويقتلان الكولومبيين. يشتبه الأصدقاء في أن عمر قام بخداعهم وأرسالهم إلى هذا الفخ، يصر توني وأصدقاءه على تسليم البضاعة والأموال المستردة إلى فرانك شخصيًا. خلال اجتماعهم، ينجذب توني إلى زوجة فرانك، أوليفيرا. يقوم فرانك بأستجار توني وماني. يجتمع توني مع شقيقته الصغرى جينا، ووالدته التي يعاني منها بشكل مفرط. المشمئزة من حياته الإجرامية، تطرده والدته. ينجذب ماني إلى جينا، لكن توني يطلب منه البقاء بعيدًا عنها.
يرسل فرانك توني وعمر إلى كوتشابامبا في بوليفيا، للقاء ملك الكوكايين أليخاندرو سوسا. يتفاوض توني على صفقة متجاوزا فيه الشروط التي حددها فرانك، مما أثار غضب عمر. يرسل سوسا عمر للذهاب للطوافة المعدة لرحلة عودته هو وتوني، يذهب عمر أولا ويستوقف سوسا توني من اجل الحديث عن موضوع، في أثناء الحديث، يعطي سوسا لتوني منظارا ويأخذه توني ويرى رجال سوسا يشنقون عمر من الطوافة، يدعي سوسا أن عمر مخبر لدى الشرطة وأن فرانك لا يدير الأمور بشكل جيد. يصبح توني ممثلا لفرانك، ويعجب سوسا بتوني، ويوافق الجميع على عقد الصفقة، ولكن ليس قبل تحذير توني بأن لا يفكر في خيانته أبدًا.
بالعودة إلى ميامي، غضب فرانك من وفاة عمر والصفقة غير المصرح بها التي أبرمها توني، بينما يبدأ توني عمليته المستقلة لتهريب الكوكايين. في ملهى ليلي، يحاول ضابط الشرطة الأعرج «برنشتاين»، المدرج على كشوف المرتبات لفرانك، ابتزاز المال من توني مقابل حماية الشرطة. في الملهى، وجد توني جينا مع صديقها الحميم. يعتدي توني على صديق جينا بالضرب المبرح ويأمر صديقه ماني باصطحاب جينا إلى منزلها. يعود توني للجلوس على طاولته الخاصة في الملهى. وفي هذه الأثناء، يحضر قاتلان مأجوران من أجل اغتياله. لكنه ينجو بأعجوبة ويهرب. تيقن توني من أن برنشتاين والقتلة المأجورين تم إرسالهم من قبل فرانك. يذهب توني إلى مقر فرانك ويواجه. تحت تهديد السلاح، يعترف فرانك بمسؤوليته عن محاولة اغتياله ويتوسل من أجل حياته، لكنه يقتل هو وبيرنشتاين على يد ماني وتوني، على التوالي. يتزوج توني من أوليفيرا، ويصبح الموزع الرئيسي لمنتجات سوسا. يبني توني إمبراطورية تقدر بملايين الدولارات، وينتقل للعيش في منزل واسع تحت حراسة مشددة.
بحلول عام 1983، أدت اللدغة من قبل العملاء الفيدراليين إلى اتهام توني بالتهرب الضريبي، مع حكم بالسجن لا مفر منه. يعرض سوسا استخدام اتصالاته الحكومية لإبعاد توني عن السجن، ولكن فقط إذا اغتال توني صحفيًا يعتزم فضح عمليات المخدرات التي يقوم بها سوسا، ويوافق توني. خلال عشاء في أحد المطاعم، يثمل توني ويتهم ماني بالتسبب في اعتقاله ويسخر من أوليفيرا بأنها مدمنة عقيمه، مما دفع أوليفيرا إلى تركه.
يسافر توني إلى مدينة نيويورك لتنفيذ عملية الاغتيال مع أحد أتباع سوسا الملقب بالظل، الذي يزرع قنبلة يتم التحكم فيها عن بعد تحت سيارة الصحفي. ومع ذلك، يرافق الصحفي بشكل غير متوقع زوجته وأولاده. يدفع هذا الشيء توني إلى إلغاء العملية، ولكن مع اصرار "الظل" بالمضي قدما في العملية يقتله توني قبل أن يتمكن من تفجير القنبلة. يعود توني إلى ميامي، حيث يتوعد سوسا الغاضب في اتصال هاتفي توني بالعقاب بعد أن كشف الصحفي عن عمليات سوسا لتهريب المخدرات. توني، بناء على طلب والدته، يتتبع جينا، حيث يجدها مع ماني؛ في نوبة غضب، أطلق توني النار على ماني الذي سقط ميتًا في الحال، وبعد ذلك أخبرت جينا توني وهي تبكي أنهم كانوا قد تزوجوا للتو في اليوم السابق. يعود "توني" المنفعل إلى منزله مع "جينا ''، ويبدأ في تعاطي الكوكايين بكثرة في مكتبه.
بينما يبدأ العشرات من رجال سوسا تسللهم إلى منزل توني، تدخل جينا مكتب توني المنتشي بالمخدرات وهي تخبره بأنه قتل ماني لأنه يرغب بها هو !، وتطلق النار عليه، ولكن يتم قتلها على يد أحد رجال سوسا، الذي قتل بدوره على يد توني. كل رجال توني قتلوا. يلاحظ توني وجود قتلة بانتظاره خارج مكتبه، يلتقط توني سلاحه المجهز بقاذفة قنابل، ويصرخ بأعلى صوته بأحد أشهر المقولات الخالدة في السينما الأمريكية وهي:
!Say hello to my little friend
قل مرحبا لصديقي الصغير!
يطلق توني قنبلة من قاذفة القنابل على بابه ويقتل الذين كانوا بأنتظاره عند الباب، ويخرج ويبدأ بأطلاق النار بغزارة على رجال سوسا. يتم إطلاق النار على توني بشكل متكرر من قبل المهاجمين الباقين، لكنه يواصل السخرية منهم وهو مصاب حتى يتم إطلاق النار عليه من الخلف من قبل أحد المهاجمين ببندقية. تقع جثة توني في نافورة بالأسفل، أمام تمثال يحمل نقش «العالم ملكك».

## الممثلين
| الممثل                     | الدور          | الملاحظات                                                          |
| -------------------------- | -------------- | ------------------------------------------------------------------ |
| آل باتشينو                 | توني مونتانا   | لاجئ كوبي يصبح سيد مخدرات في ميامي                                 |
| ستيفن باور                 | ماني راي       | صديق توني والرجل الأيمن                                            |
| ميشيل فايفر                | أوليفرا        | زوجة فرانك لوبيز، التي تزوجت لاحقًا من توني مونتانا                 |
| ماري إليزابيث ماسترانتونيو | جينا           | أخت توني                                                           |
| روبرت لوجيا                | فرانك لوبيز    | أحد أباطرة المخدرات في ميامي والذي ضم توني وماني تحت جناحه         |
| ميريام كولون               | والدة توني     |                                                                    |
| إف. موراي إبراهيم          | عمر سواريز     | رجل فرانك الأيمن الذي يشكك في توني                                 |
| بول شينار                  | أليخاندرو سوسا | تاجر مخدرات بوليفي والمورد الرئيسي لتوني                           |
| هاريس يولين                | برنشتاين       | ضابط شرطة مرتشي وصديق فرانك، والذي يحاول ابتزاز توني               |
| أنجل سالازار               | تشي تشي        | صديق توني                                                          |
| أرنالدو سانتانا            | إيرني          | الحارس الشخصي لفرانك، والذي ينضم لتوني بعد مقتل فرانك              |
| بيبي سيرنا                 | انجيل          | صديق توني الذي يقتل أمام عينيه في صفقة المخدرات الكولومبية الفاشلة |
| مايكل ب. موران             | نيك ذا بيغ     | أحد وكلاء توني                                                     |
| دنيس هولاهان               | مدير مصرف      | مصرفي استخدمه توني لغسل أمواله                                     |
| مارك مارجوليس              | الظل           | أحد التابعين لسوسا الذي أرسله لقتل الصحفي، والذي يقتل على يد توني  |
| مايكل الدردج               | شيفيلد         | محامي توني الخاص                                                   |
| تيد بينيادس                | سايدلبوم       | شرطي سري                                                           |

## ردود الأفعال
رغم النجاح الكبير الذي حققه الفيلم، والاداء الراقي لـ آل باتشينو في تجسيد شخصية توني مونتانا والإخراج المتميز للمخرج براين دي بالما، إلا أن الفيلم نال نقداً لاذعاً من قبل النقاد بسبب كثرة مشاهد العنف المبالغ فيها وأيضا كثرة الألفاظ الجنسية الصريحة مما جعل مهرجان الاوسكار يستبعدون آل باتشينو من ترشيح لجائزة أفضل ممثل بحجة كثرة مشاهد العنف وأيضاً حصل المخرج براين دي بالما على جائزة الرازي كأسوأ مخرج، ورغم هذه الانتقادات الا هذا الفيلم يعتبر من أفضل وأنجح أفلام المافيا والجريمة على الإطلاق، كما أن شخصية توني مونتانا أصبحت أيقونة الشخصيات الإجرامية في الثقافة الأمريكية، وكانت جملة توني مونتانا الشهيرة «قل مرحباً لصديقي الصغير» (مشيراً إلى سلاحه) تعتبر من أشهر الجمل التعبيرية على الإطلاق وحصلت على المركز 68 في قائمة أفضل 100 أجملة تعبيرية في القرن العشرين في المعهد السينمائي الأمريكي .

## وصلات خارجية
- الوجه ذو الندبة على موقع IMDb (الإنجليزية)
- الوجه ذو الندبة على موقع ميتاكريتيك (الإنجليزية)
- الوجه ذو الندبة على موقع الموسوعة البريطانية (الإنجليزية)
- الوجه ذو الندبة على موقع روتن توميتوز (الإنجليزية)
- الوجه ذو الندبة على موقع نتفليكس (الإنجليزية)
- الوجه ذو الندبة على موقع قاعدة بيانات الأفلام العربية
- الوجه ذو الندبة على موقع ألو سيني (الفرنسية)
- الوجه ذو الندبة على موقع Turner Classic Movies (الإنجليزية)
- الوجه ذو الندبة على موقع أول موفي (الإنجليزية)
- الوجه ذو الندبة على موقع بوكس أوفيس موجو (الإنجليزية)